# Волков, Александр Никитович
Алекса́ндр Ники́тович Во́лков (25 марта 1929, Валуйки, Центрально-Чернозёмная область, ныне в составе Белгородской области — 7 декабря 2005, Москва) — советский военачальник, маршал авиации (1989). Министр гражданской авиации СССР (1987—1990).

## Биография
Окончил среднюю школу, 4-ю спецшколу ВВС в Курске в 1948 году. 
В Советской Армии с 1948 года. Окончил Энгельсское высшее военное авиационное училище им. М. Расковой в 1951 году. С 1951 года проходил службу лётчиком, старшим лётчиком, командиром звена в одном из бомбардировочных авиационных полков 56-й бомбардировочной авиационной дивизии ВВС Московского военного округа. Член КПСС с 1956 года. В 1961 году окончил Военно-воздушную академию и назначен заместителем командира эскадрильи, с 1963 года командовал эскадрильей. 
В 1964 году был переведён в 6-й отбак и назначен заместителем командира, а с 1966 года — командиром 203-го гвардейского тяжёлого бомбардировочного авиационного полка 22-й тяжелой бомбардировочной дивизии 6-го отдельного тяжелого бомбардировочного авиакорпуса в 37-й воздушной армии ВГК СН (полк базировался на аэродроме г. Барановичи). В 1969—1971 годах — командир 79-й тяжёлой бомбардировочной авиационной дивизии (аэродром Долонь, Семипалатинская область, Казахская ССР) во 2-м отдельном тяжёлом бомбардировочном авиационном корпусе. Два года находился в «специальной командировке» в Египте. 
В 1973 году окончил Военную академию Генерального штаба Вооружённых сил СССР. С 1973 года — заместитель командира, с 1975 года — командир 6-го отдельного тяжёлого бомбардировочного авиационного корпуса (Смоленск). С 1979 года — командующий Военно-транспортной авиацией. С 1986 года — заместитель Главнокомандующего Военно-воздушными силами СССР. С мая 1987 года — Министр гражданской авиации СССР, одновременно являлся председателем Комиссии СССР по делам ИКАО. 
Генерал-майор авиации (4.11.1973), генерал-лейтенант авиации (27.10.1977), генерал-полковник авиации (30.10.1981). Указом Президиума Верховного Совета СССР от 15 февраля 1989 года присвоено воинское звание маршал авиации (предпоследние присвоение маршала авиации).
С апреля 1990 года — в Группе генеральных инспекторов Министерства обороны СССР. 
С 1992 года — в отставке. Жил в Москве. В 1992—1994 годах являлся консультантом командующего Дальней авиацией Военно-Воздушных Сил Российской Федерации.
Депутат Верховного Совета СССР 11-го созыва (1984—1989).
За период службы в ВВС освоил 11 типов самолётов.
Скончался 7 декабря 2005 года. Похоронен на Троекуровском кладбище Москвы.

## Награды
- Орден Ленина (1987)[2]
- Орден Красного Знамени (1986)
- Орден Красной Звезды (1979)
- Орден «За службу Родине в Вооружённых Силах СССР» III степени (1982)
- Медали СССР
- «Заслуженный военный лётчик СССР» (16.08.1974)

награды иностранных государств
- Орден «9 сентября 1944 года» III степени с мечами (НРБ, 22.01.1985)
- Медаль «Братство по оружию» (ПНР)
- Медаль «Братство по оружию» в золоте (ГДР, 1983)
- Медаль «За боевое содружество» I степени (ВНР, 1980)
- Медаль «40 лет Халхин-Гольской Победы» (МНР, 1979)
- Медаль «60 лет Вооружённым силам МНР» (МНР, 1981)
- Медаль «30-я годовщина Революционных Вооружённых сил Кубы» (Куба, 1986)
- Медаль «40 лет Победы над гитлеровским фашизмом» (НРБ, 1985)
- Медаль «За укрепление дружбы по оружию» в золоте (ЧССР, 1980)
- Медаль «Военная доблесть» (СРР, 1985)
- Медаль Египта